# Rolls
Rolls – pierwszy studyjny album zespołu Rolls Frakció, wydany w 1984 roku na MC i LP przez Hungaroton-Start.

## Lista utworów
Źródło: rolls.hu

### Strona A
1. "Budapest felett" (4:29)
2. "Izzik a tavaszi délután" (3:50)
3. "Adj helyet magad mellett" (3:15)
4. "Átlátnak rajtam" (3:56)
5. "Megadom magam" (3:00)

### Strona B
1. "Minden nagyon szép" (2:58)
2. "Jólét" (2:52)
3. "Lombikbébi" (3:26)
4. "Kilencszáz 64 (4:10)
5. "Elfogynak szavaim" (4:03)

## Wykonawcy
Źródło: allmusic.hu
- Csaba Tóth – gitara
- Miklós Tóth – instrumenty klawiszowe
- Tibor Obert – perkusja
- Lajos D. Nagy – wokal
- András Trunkos – gitara basowa
- Tibor Donászy – perkusja